# Казанка (Шарлыкский район)
Казанка — село в Шарлыкском районе Оренбургской области. Административный центр Казанского сельсовета. Население — 468 человек.

## История
Село основано в 1848 году русскими переселенцами из западных губерний — Смоленской, Тверской, и южных губерний — Орловской и Тамбовской. Смоленские переселенцы были из Вяземского уезда, Тверские — из Божецского. Позже в село переехали уроженцы Пензенской, Воронежской и Курской губерний. Село получило название по церковному празднику Казанской Божьей матери или одной из деревень, откуда была часть переселенцев. Казанка, застроенная первоначально в одну, длинную улицу разделилась на части. Быковская, названная так по той причине, что в этой части села жили зажиточные люди, имевшие по многу пар быков, на которых выполняли разные работы батраки. Части села Тамбовская, Смоленская, Тверская указывают на преобладание переселенцев из соответствующих губерний.